# Pétrification
 (février 2025).
Si vous disposez d'ouvrages ou d'articles de référence ou si vous connaissez des sites web de qualité traitant du thème abordé ici, merci de compléter l'article en donnant les références utiles à sa vérifiabilité et en les liant à la section « Notes et références ».

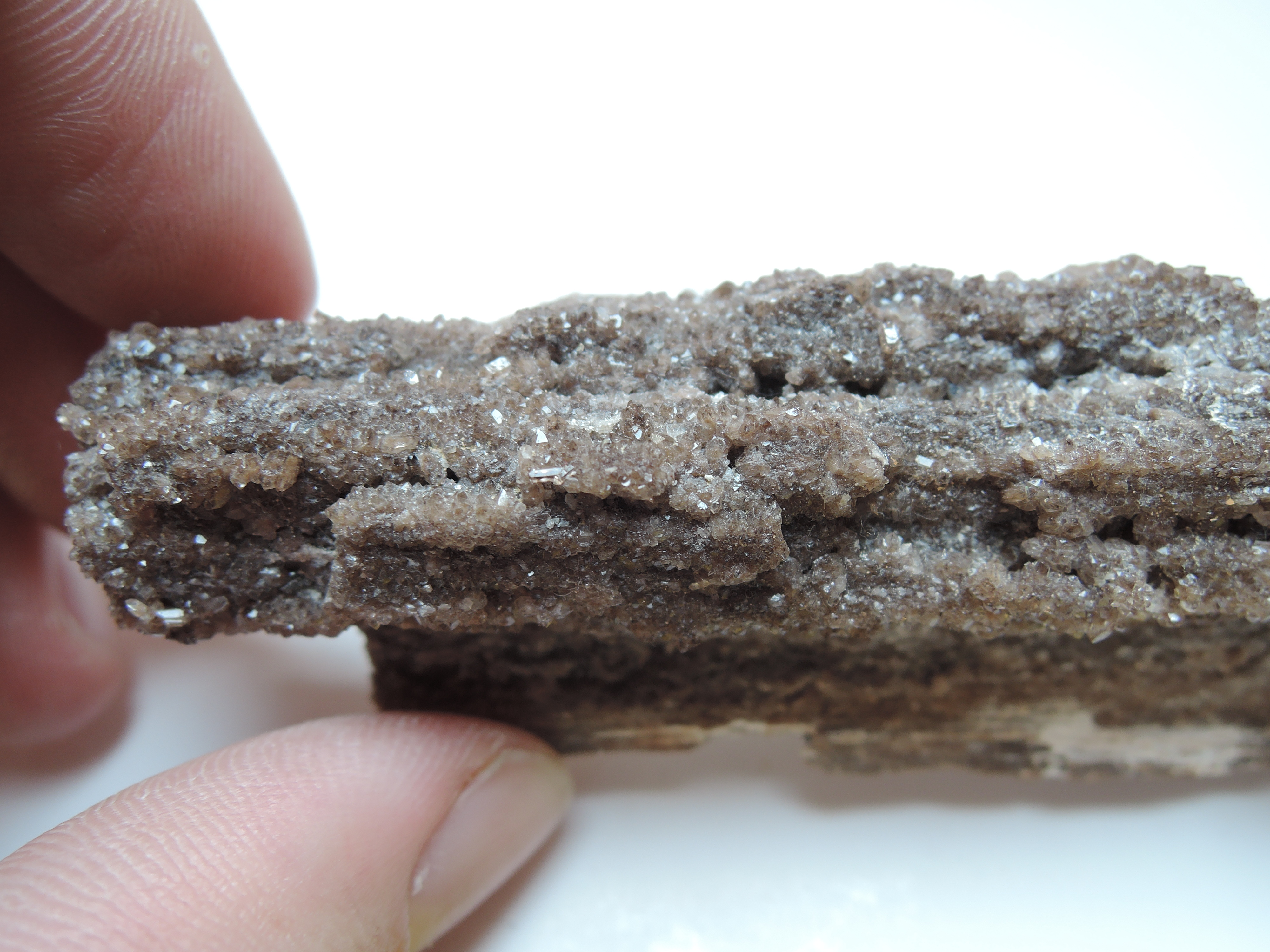
Bois fossile couvert de quartz

La pétrification est le processus de transformation de la matière organique en pierre ou, par extension, en une matière minérale.

## Géologie
En géologie, le terme pétrification est quasiment synonyme de celui de fossilisation. L'emploi de l'expression « bois pétrifié » renvoie à des tronçons d'arbres fossiles.

## Folklore
La pierre a toujours impressionné les peuples primitifs qui lui attribuaient une origine divine (en raison de sa majesté et de sa permanence).
De nombreuses légendes celtes tentent d'expliquer les phénomènes mégalithiques (menhir ou dolmen) : elles tiennent pour responsables des créatures imaginaires telles que le cocatrix ou le basilic. Les trolls, quant à eux, étaient connus pour se figer en pierre lorsqu'il voyaient la lumière du jour.
L'histoire de Persée, dans la mythologie grecque, fait référence à Méduse une des trois sœurs Gorgones qui possédaient le pouvoir de pétrifier leurs ennemis.

## Arts

### Littérature
Ces légendes de pétrifications ont été largement réutilisées en littérature. Ainsi, au livre IV des Métamorphoses, le poète latin Ovide reprend le mythe de Méduse. Il y fait écho plus loin, en évoquant les Propétides, le loup de Pélée ; même le personnage d'Orphée semble un instant se pétrifier lorsqu'il perd Eurydice pour la deuxième fois. Dans des ouvrages plus récents, J. R. R. Tolkien raconte, dans le roman Bilbo le Hobbit, l'histoire de trolls qui se changent en pierre pour avoir discuté trop longuement de la méthode de cuisson qu'ils emploieraient pour leurs prisonniers ; C.S Lewis donne au sceptre de la Sorcière Blanche le pouvoir de transformer les êtres vivants en pierre dans Le Monde de Narnia, tome 2 : Le Lion, la Sorcière Blanche et l'Armoire Magique ; le thème de la pétrification a également nourri l'intrigue du roman Harry Potter et la Chambre des secrets.
On rencontre aussi des statues parlantes et mouvantes. Par exemple, la statue du commandeur s'anime et se rend à l'invitation du séducteur dans le Dom Juan de Molière.
Le processus inverse, celui de la pierre qui devient chair, a également fait l'objet de nombreux textes : Pygmalion, tombé amoureux de la statue qu'il a créée, est exaucé par Vénus qui lui donne vie ; Deucalion et Pyrrha doivent jeter derrière eux des pierres, sans se retourner, elles se transforment en hommes et en femmes et permettent à l'humanité de survivre.
On retrouve aussi cette légende dans le manga shōnen Dr. Stone écrit par Riichirō Inagaki et dessiné par Boichi .Quand le renouveau de l'humanité ne tient qu'à deux garçons, que la pétrification se tapit à chaque croisement, quelles solutions peuvent bien s'offrir à la survie de l'humanité ?

### Cinéma
La pétrification est présente dans le cinéma notamment dans les films fantastiques et de fiction. 
L'exemple le plus notoire reste sans doute la fin des Les Visiteurs du soir (Marcel Carné - 1942) qui montre les deux amants pétrifiés par le diable mais dont les cœurs continuent de battre à l'unisson.
Autre exemple : Amour de poche  (Pierre Kast - 1957) - Un biologiste trouve un procédé pour réduire et conserver la matière par pétrification, ce qui lui permet de transformer la jeune fille qu’il aime en statuette de poche.

## Jeux de rôles
Le sort de pétrification est un classique que l'on retrouve dans de nombreux jeux de rôles comme Donjons et Dragons.

## Jeux vidéo
Le thème de la pétrification est au centre de l'intrigue de quelques jeux vidéo notamment Pokémon : Méga Donjon Mystère mais il est plus couramment utilisé comme attaque ou comme sort dans des jeux comme Temtem ou Lord Odyssey.